# Torbjörn
Torbjörn eller Thorbjörn är ett gammalt nordiskt mansnamn som bl.a. förekommer på runstenar och är sammansatt av gudanamnet Tor och ordet björn. 
Innan det infördes i almanackan 1901 till minne av kemisten Torbern Bergman (Torbern är en dansk form av namnet), var namnet inte speciellt vanligt och förekom nästan bara i de västra delarna av Sverige. På 1950- och 1960-talen blev det ett modenamn och kom då att bli ett av de vanligare pojknamnen. Populariteten sjönk dock snabbt, och sedan 1980 är det åter ett ganska ovanligt namn.
31 december 2014 fanns det totalt 23 543 personer i Sverige med namnet Torbjörn eller Thorbjörn, varav 12 620 med det som tilltalsnamn. År 2003 fick 52 pojkar namnet, varav 3 fick det som tilltalsnamn.
Namnsdag: 9 mars. I den finlandssvenska namnsdagslängden har Torbjörn namnsdag 3 mars sedan starten 1929, då en egen namnsdagskalender togs i bruk för finlandssvenskar.

## Personer med namnet Torbjörn
- Torbjörn Arvidsson, svensk fotbollsspelare
- Thorbjørn Egner, norsk barnboksförfattare
- Torbjörn "Ebbot" Lundberg, svensk artist, låtskrivare och musikproducent
- Thor-Björn Bergman, svensk dokumentärfilmare och författare
- Torbjörn Blomdahl, biljardspelare
- Torbjörn S. Brandhill, svensk bloggare och youtubare
- Torbjörn Ek, svensk bandy- och fotbollsspelare
- Torbjörn Eriksson ("Grycksboexpressen"), svensk sprinter
- Torbjörn Fagerström, svensk naturvetare, debattör och författare
- Torbjörn Flygt, svensk författare
- Thorbjörn Fälldin, svensk politiker (C) och lantbrukare, f.d. statsminister
- Torbjörn Hedberg, svensk matematiker och professor
- Torbjörn Johansson, svensk friidrottare (medeldistans)
- Torbjörn Jonsson, svensk fotbollsspelare
- Torbjörn Kastell, svensk lärare och politiker (SD)
- Torbjörn Kornbakk, svensk brottare, OS-brons 1992
- Torbjörn Lindqvist, svensk regissör och filmfotograf
- Torbjörn Iwan Lundquist, svensk tonsättare
- Torbjörn Nilsson, svensk fotbollsspelare
- Torbjörn Nilsson (musiker), svensk cellist, tonsättare och dirigent
- Thorbjørn Olesen, dansk golfspelare
- Torbjörn "Pugh" Rogefelt, svensk sångare, gitarrist och låtskrivare
- Torbjörn von Schantz, svensk zoolog, professor, universitetsrektor
- Torbjörn Säfve, svensk författare och debattör
- Torbjörn Tännsjö, svensk filosof